# Un président en ligne de mire
Un président en ligne de mire (La Première Cible ; en anglais First Target) est une suite sortie en 2000 pour la télévision du téléfilm de 1999 First Daughter. Daryl Hannah y reprend le rôle de l'agent Alex McGregor (précédemment tenu par Mariel Hemingway), aux côtés de Doug Savant et de Gregory Harrison, qui reprennent leurs rôles respectifs de Grant Coleman et du président Jonathan Hayes. 

## Synopsis
Chargée de diriger l'équipe de protection rapprochée du président des États-Unis, Alex McGregor a mis la sécurité sur pied de guerre pour faire face aux menaces de mort dont le président, Jonathan Hayes, est la cible depuis un mois. Or ce dernier doit prochainement inaugurer un téléphérique à Seattle. La tension extrême qui résulte de la situation fait passer au second plan Grant Coleman, le petit ami d'Alex McGregor. 

## Distribution
- Daryl Hannah : agent Alex McGregor
- Doug Savant : Grant Coleman
- Gregory Harrison : président Jonathan Hayes
- Ken Camroux : vice-président
- Brandy Ledford : Kelsey Innes
- Peter Flemming : Stewart McCall
- Gary Bakewell : Ryan Nicholson
- Tom Butler : sénateur Jack « J.P. » Hunter
- Robert Wisden : Brinkman
- Jason Schombing : Jack Bryant
- Ona Grauer : Nina Stahl
- Aaron Grain : Evan Stahl
- Terrence Kelly : Clay